# Holcocephala oculata
Holcocephala oculata là một loài ruồi trong họ Asilidae. Holcocephala oculata được Fabricius miêu tả năm 1805. Loài này phân bố ở vùng Tân nhiệt đới.